# Newburgh (hrabstwo Orange)
Newburgh – miasto w Stanach Zjednoczonych, w stanie Nowy Jork, w hrabstwie Orange.